# Tajgablåstjärt
Tajgablåstjärt (Tarsiger cyanurus) är en liten tätting i familjen flugsnappare. Den häckar från Finland österut genom Ryssland till Japan. Idag anses den även vara en mycket sällsynt men etablerad svensk häckfågel i norra Norrlands inland. Vintertid flyttar den huvudsakligen till Sydostasien. IUCN kategoriserar den som livskraftig. Tajgablåstjärt och himalayablåstjärt behandlades tidigare som en och samma art under namnet blåstjärt.

## Utseende och läte
Till storleken är tajgablåstjärten något större än en rödhake, 13–14 cm. Hos båda könen är som namnet avslöjar stjärten blå, med typiska orangefärgade kroppssidor. Den adulta hanen har vackert dovt blå ovansida, på övergump, stjärtsida, vingknoge och hjässida klarare blå, medan undersidan är vit. Honor och unga hanar är mer diskret färgade olivgrå ovansida och smutsvit undersida. Förutom orange på flankerna är det gråsolkiga bröstet samt den vitaktiga haklappen och ögonringen karakteritiska. Den knycker ofta på stjärt och vingar.

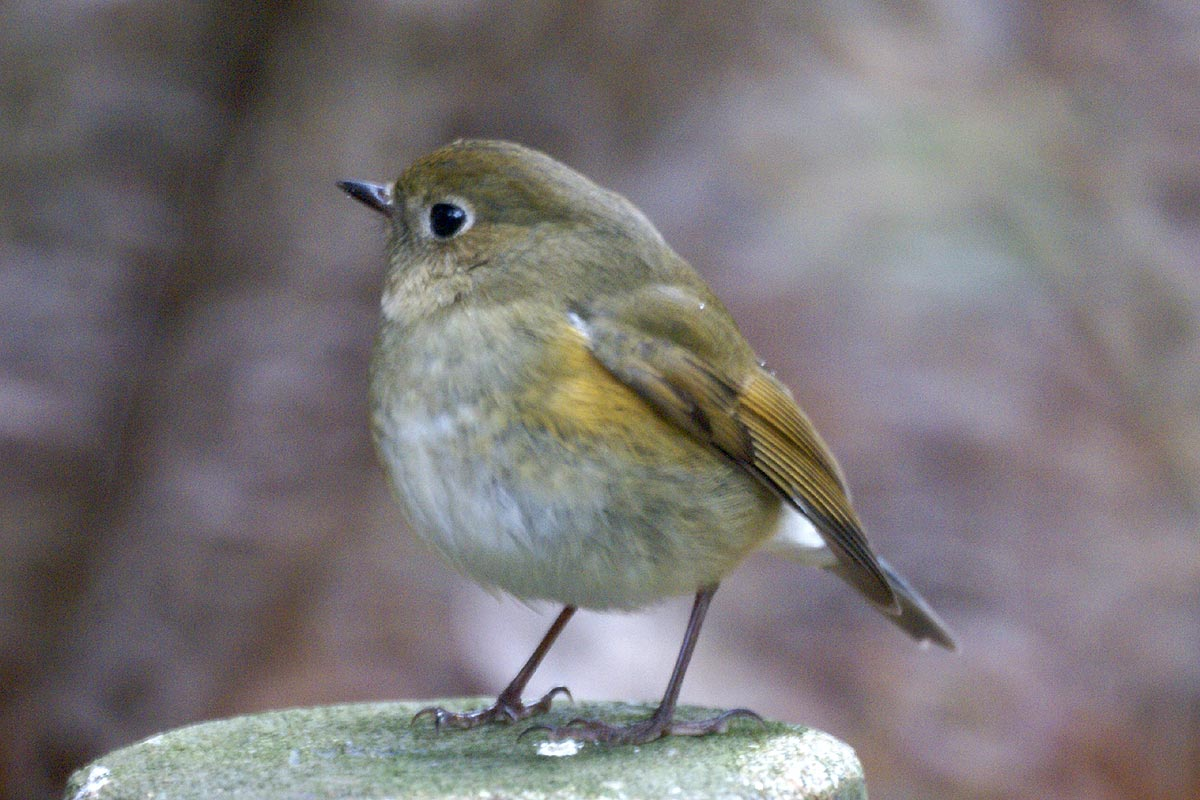
Hona eller ungfågel.

Sången som framförs från en trädtopp, ofta i gryningen, är en rask, kort och vemodig strof, djupare och klarare än rödstjärtens, "itjy-tjyrr-tjetjetjujurr". Oroslätet är ett rakt "viht" eller ett dämpat "track".
Hane Himalayablåstjärt, tidigare en underart till cyanurus, skiljer sig från tajgablåstjärten genom blått istället för vitt ögonbrynsstreck framför ögat, djupare blå ovansida, koboltblått på övergump och yttre delarna av stjärten, ej djupt turkosblått och vitare undersida med mer utbredd fläckning på bröstet. Den har även längre stjärt och avvikande sång med bland annat färre toner.

## Utbredning
Tajgablåstjärten är en flyttfågel som häckar på tajgan i norra Asien, från några mindre populationer i Sverige och Finland genom stora delar av norra Ryssland till Kamtjatka och norra Japan. Arten övervintrar i södra Kina, Stora Sundaöarna, Myanmar, Thailand och Laos. Den återvänder till häckningsplatserna från mitten av maj, i Sverige troligen ofta senare.

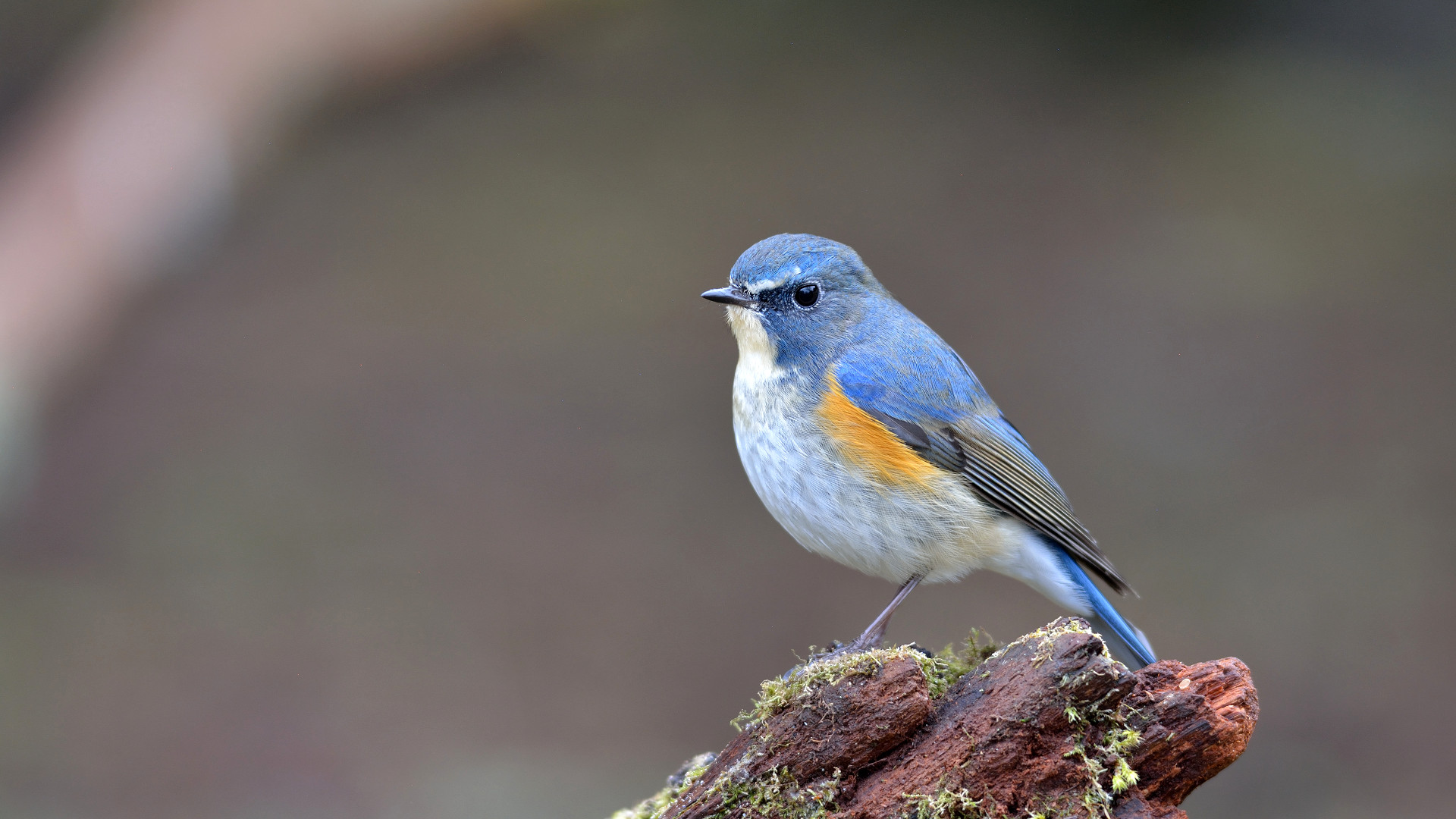
Hane tajgablåstjärt fotograferad under flyttningen i Taiwan.

Artens västliga utbredningsområde har under lång tid ökat västerut in i Finland men populationen väster om Uralbergen är utspridd på några få mindre områden. Häckningar har också konstaterats i Norge och Estland.
Den är en ovanlig besökare i Västeuropa, men observationer av den har ökat och det har även observerats några få individer i Nordamerika.

### Blåstjärten i Sverige
Observationer i Sverige av tajgablåstjärt har ökat från slutet av 1980-talet. Första fyndet i Sverige var en 1K som sågs mellan den 27 och 29 december 1965 i Vallåkra i Landskrona i Skåne. Sommaren 1996 gjordes det första fyndet av häckande tajgablåstjärt i Sverige. Sex individer, varav en hona befann sig då i Naakajärvi ekopark i Pajala kommun i Norrbotten. Idag har långt över hundra fynd av tajgablåstjärt gjorts i Sverige. Svenska Artdatabanken anser den vara etablerad som svensk häckfågel i det inre av norra Norrland. Det är osäkert om den kraftiga ökningen av fynd av arten under flyttningen utgörs av svenska fåglar eller felflugna individer från öster.

## Ekologi
Tajgablåstjärten häckar i Sverige och Finland i barrskogar, helst i kuperad terräng i fuktig och mossrik granskog med inslag av björk. Längre österut är den mindre kräsen och kan också förekomma i andra typer av skogar, till exempel björkskog. Sången upphör snabbt när hanen attraherat en hona, men i västra delen av utbredningsområdet där antalet oparade hanar är stort kan dessa, ofta ettåringar, sjunga långt in på sommaren. Den bygger sitt bo nära marken, exempelvis i en rotvälta, stubbe eller ihålig stam, där den lägger tre till fem ägg som ruvas av honan. 

### Föda
Under häckningstiden utgörs födan av insekter och andra småkryp, men under flyttning och övervintring äter den också frön och bär. Jämfört med rödhaken är den mindre markbunden under födosöket.

## Systematik
Tajgablåstjärten behandlas som monotypisk, det vill säga att den inte delas in i några underarter. Tidigare inkluderades qilianblåstjärten (T. albocoeruleus) i nordcentrala Kina i arten, men denna urskildes som egen art 2024 baserat på studier som visar på skillnader framför allt i genetik och läten. Svenska Birdlife Sverige kategoriserar dem dock ännu som en och samma art. 
Längre tillbaka behandlades länge de båda taxonen cyanurus och rufilatus som underarter till arten Tarsiger cyanurus som då bar trivialnamnet blåstjärt. Studier visar dock att de utgör två goda arter varför Tarsiger cyanurus fick det nya namnet tajgablåstjärt och Tarsiger rufilatus fick namnet himalayablåstjärt.

### Familjetillhörighet
Tajgablåstjärt ansågs fram tills nyligen liksom bland andra buskskvättor, stentrastar, rödstjärtar vara små trastar. DNA-studier visar dock att de är marklevande flugsnappare (Muscicapidae) och förs därför numera till den familjen.

## Status och hot
Arten har ett stort utbredningsområde och det finns inga tecken på vare sig några substantiella hot eller att populationen minskar. Utifrån dessa kriterier kategoriserar IUCN arten som livskraftig (LC). Notera dock att IUCN inkluderar qilianblåstjärten i bedömningen.
I Sverige är arten en helt nyetablerad häckfågel, med uppskattningsvis under tio häckande individer, även om mörkertalet tros vara stort. Bara baserat på den uppskattade populationen skulle tajgablåstjärten anses vara akut hotad i Sverige, men med tanke på den stora möjligheten till påfyllnad från det allt växande beståndet i Finland placeras den av Artdatabanken i den lägre hotkategorin starkt hotad (EN). I Finland uppskattas beståndet till 150–6 500 par, en ökning med mellan 190 och hela 7 300 % mellan 2005 och 2012.